# Vasile-Octavian Șerbu
Vasile-Octavian Șerbu (n. 25 august 1937) este un fost deputat român în legislatura 1990-1992, ales în județul Brașov pe listele partidului FSN. Deputatul Vasile-Octavian Șerbu a fost membru în grupurile parlamentare de prietenie cu Republica Coreea și Japonia.